# Lacapan Camallagne
Lacapan Camallagne är en ort i Mexiko.   Den ligger i kommunen Olintla och delstaten Puebla, i den sydöstra delen av landet, 170 km nordost om huvudstaden Mexico City. Lacapan Camallagne ligger 535 meter över havet och antalet invånare är 1 120.
Terrängen runt Lacapan Camallagne är kuperad. Runt Lacapan Camallagne är det ganska tätbefolkat, med 104 invånare per kvadratkilometer. Närmaste större samhälle är Olintla, 4,4 km sydväst om Lacapan Camallagne. Omgivningarna runt Lacapan Camallagne är en mosaik av jordbruksmark och naturlig växtlighet.